# Aeroportul Bekily
Aeroportul Bekily (IATA: OVA, ICAO: FMSL) este un aeroport din Madagascar.
aeroportul dispune de o singură pistă.